# Nông nghiệp Israel

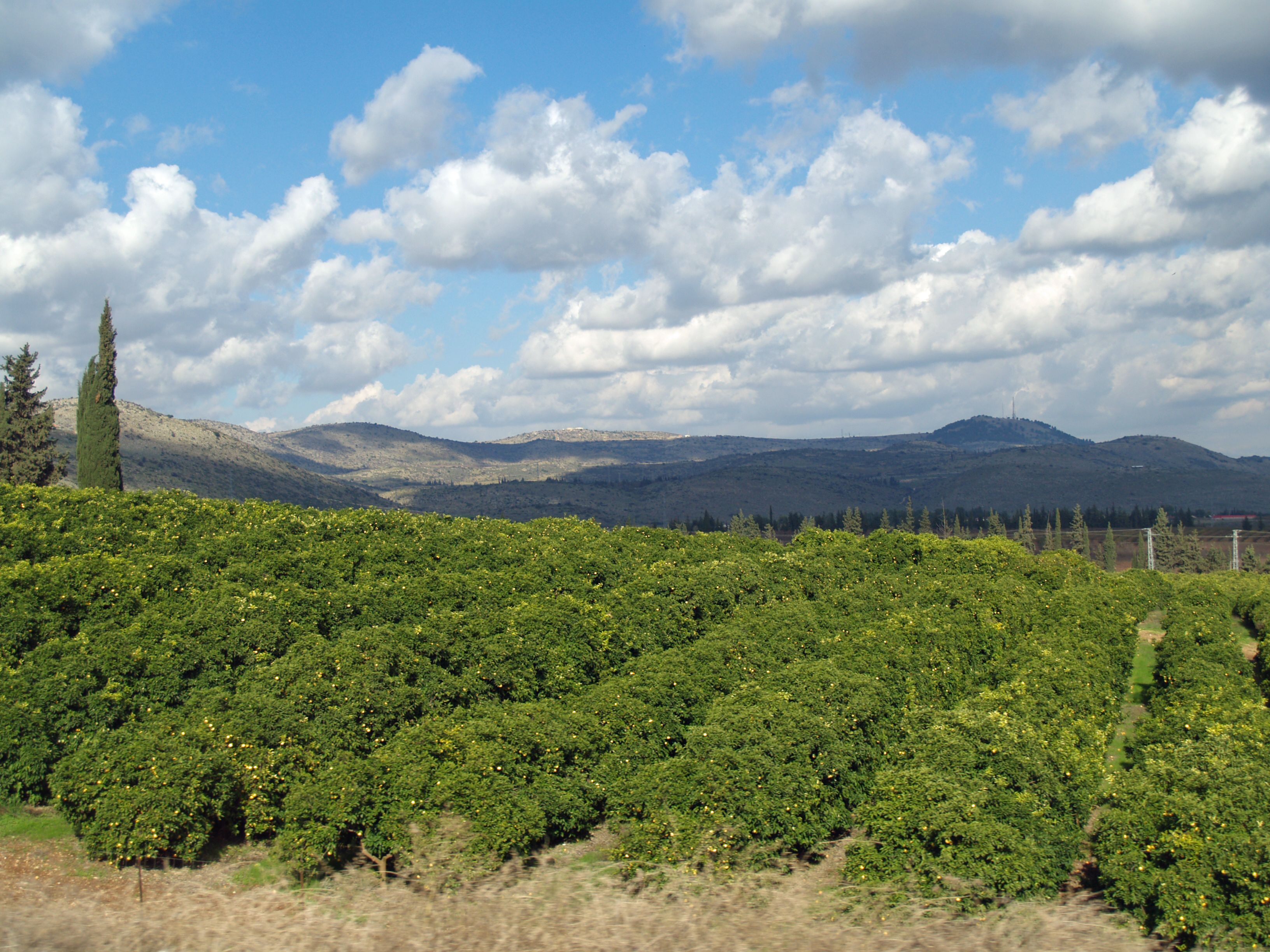
Cánh đồng trồng chanh ở Galilee

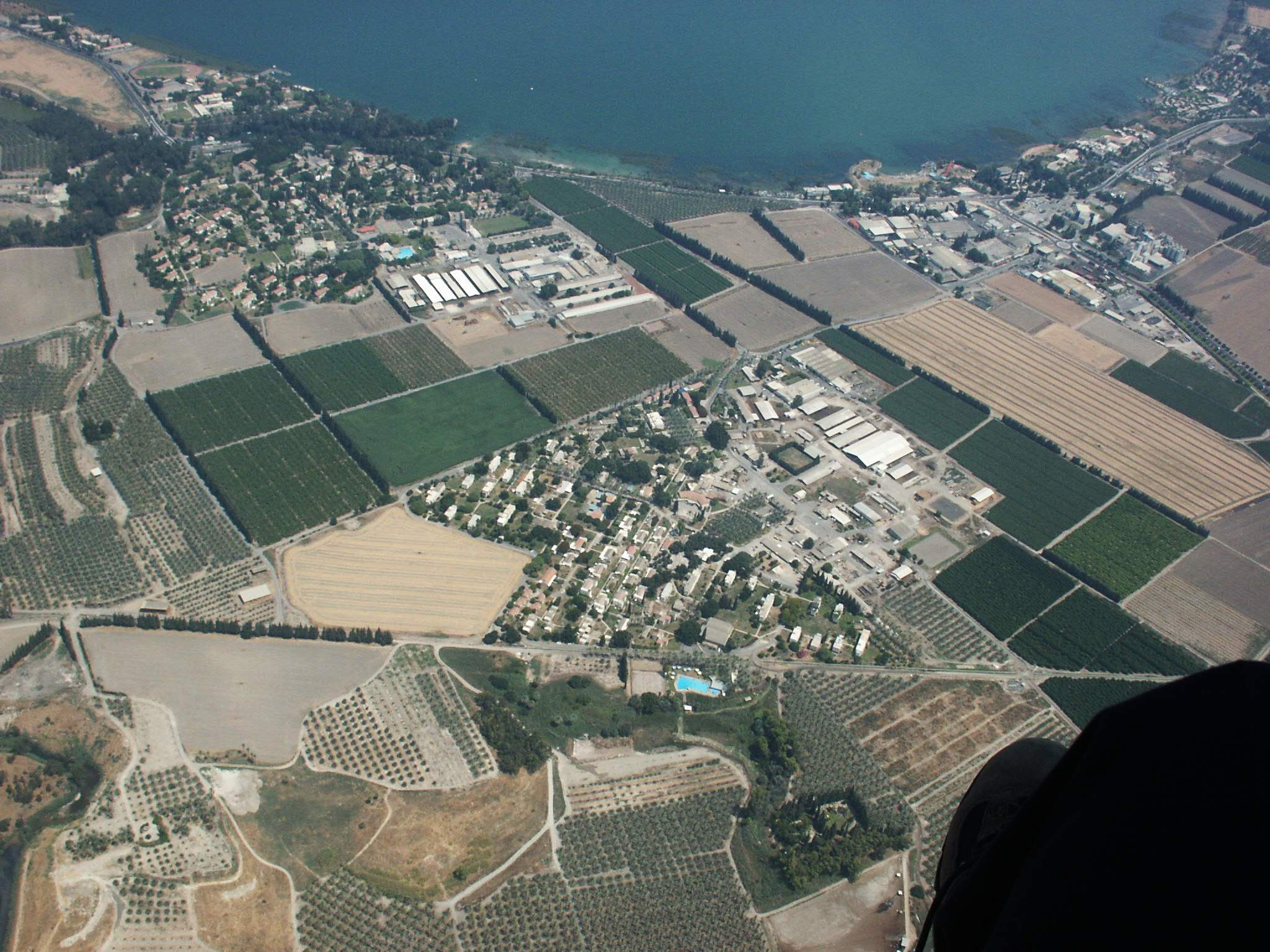
Cánh đồng và khu dân cư tại Kibbutz (cộng đồng hợp tác xã) Degania Bet tại miền Bắc

Ngành nông nghiệp Israel phát triển ở trình độ cao. Bất chấp điều kiện địa lý không thích hợp cho nông nghiệp, Israel là một nhà xuất khẩu lớn của thế giới về nông sản và đứng hàng đầu về công nghệ trong nông nghiệp. Hơn một nửa diện tích đất là sa mạc, điều kiện khí hậu khắc nghiệt và thiếu nước hoàn toàn không thích hợp cho nông nghiệp. Tính đến năm 2014, 24,2% diện tích Israel là đất nông nghiệp. Hiện nay, nông nghiệp chiếm 2,5% tổng GDP và 3,6% giá trị xuất khẩu. Mặc dù lao động trong nông nghiệp chỉ chiếm 3,7% tổng lực lượng lao động trong nước, Israel tự sản xuất được 95% nhu cầu thực phẩm, phần còn lại được bổ sung từ việc nhập khẩu ngũ cốc, các loại hạt lấy dầu, thịt, cà phê, ca cao, đường.
Israel là nơi khai sinh ra hai loại hình cộng đồng nông nghiệp độc đáo, cộng đồng hợp tác xã Kibbutz và Moshav, hình thành từ những người Do Thái hồi hương từ khắp nơi trên thế giới.

## Lịch sử

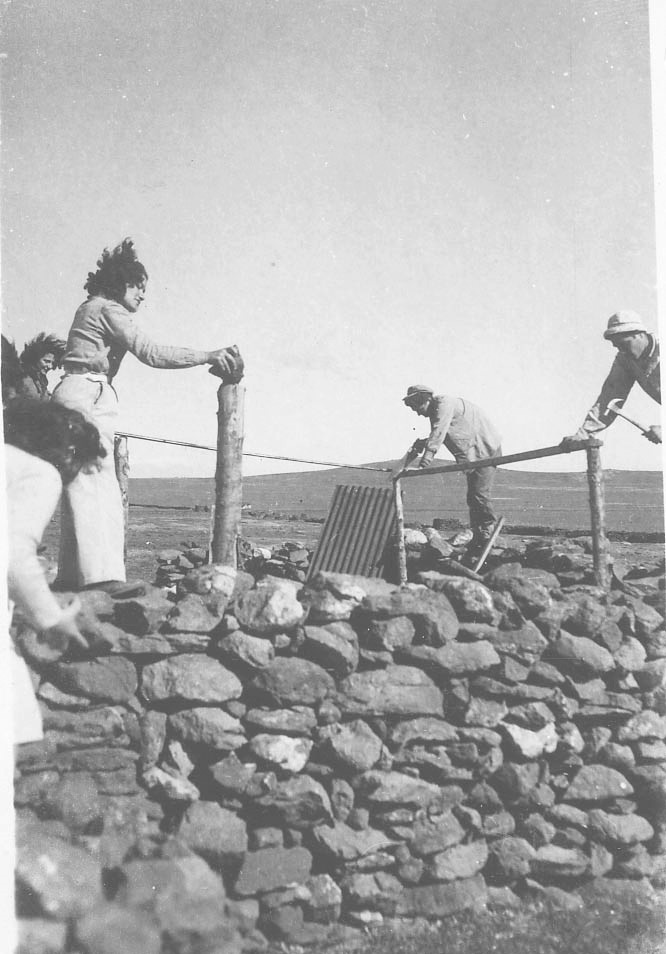
Lao động ở một Kibbutz năm 1946

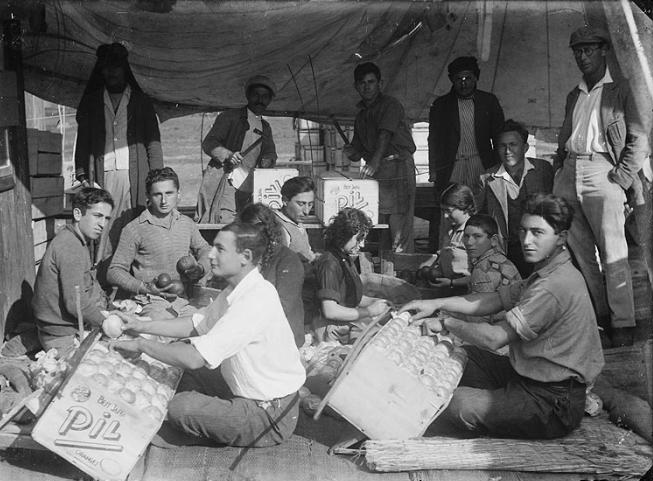
Gói các trái chanh

Sự phát triển của nền nông nghiệp gắn liền với phong trào phục
quốc Do Thái và sự nhập cư của người Do Thái vào Palestine ở cuối thế kỷ 19. Những người nhập cư Do Thái mua những mảnh đất gần như bán sa mạc, chúng đã bị cằn cỗi bởi phá rừng, xói mòn và bỏ hoang. Họ bắt tay vào việc thu dọn đá sỏi, cải tạo đất, chống ngập, trồng rừng, chống xói mòn, rửa đất mặn. Kể từ khi độc lập năm 1948, tổng diện tích đất canh tác đã tăng từ 408.000 mẫu Anh (1.650 km2 )
đến 1.070.000 mẫu Anh (4.300 km²), số cộng đồng nông nghiệp tăng từ 400 lên 725. Sản lượng nông nghiệp tăng 16 lần, nhanh gấp 3 lần tốc độ tăng dân số.
Thiếu nước là một vấn đề nghiêm trọng. Lượng mưa trung hằng tháng giữa tháng 9 và tháng 4, với sự khác biệt giữa các vùng miền trong nước, dao động từ 70 cm ở miền bắc cho tới 2 cm ở miền nam. Nguồn nước tái tạo hàng năm vào khoảng 160 triệu mét khối, 75% được dùng cho nông nghiệp. Hầu hết các nguồn nước ngọt của Israel đều được kết nối vào hệ thống thủy lợi quốc gia, bao gồm các trạm bơm, hồ chứa, kênh, ống dẫn đưa nước từ miền bắc đến miền nam.

## Ngày nay
Tỷ trọng của nông nghiệp trong GDP có xu hướng giảm. Trong
năm 1979, nó đóng góp gần 6%, năm 1985 là 5,1 % và ngày nay là 2,5 %. Năm 1995,
có 43,000 đơn vị canh tác với diện tích trung bình 13,5 hecta. 19,8% trong số đó
có diện tích nhỏ hơn 1 hecta, 75,7% từ 1 đến 9 hecta, 3,3% giữa 10 và 49 hecta,
0,4% giữa 50 và 190 hecta, 0,8% lớn hơn 200 hecta. Trong số 380.000 hecta đất canh tác năm 1995, 20,8% đất được sử dụng toàn thời gian và 79,2% đất được sử dụng
bán thời gian. Trong số đất nông nghiệp có 160.000 hecta được sử dụng cho các mục đích khác ngoài mục đích trồng trọt. Vùng trồng trọt chủ yếu ở đồng bằng ven biển
phía bắc, vùng đồi nội địa và thung lũng sông Jordan.
Năm 2006, sản lượng nông nghiệp giảm 0,6%  sau khi đã tăng 3,6% năm 2005; chi phí đầu tư
năm 2007 tăng 1,2% chưa bao gồm chi phí lao động. Giữa năm 2004 và 2006, các loại rau củ chiếm khoảng 35% tổng sản lượng toàn ngành. Hoa chiếm 20%, trái cây (không bao gồm chi cam chanh) chiếm khoảng 15%, trái cây thuộc chi cam chanh chiếm khoảng 10%, ngũ cốc, cotton và các loại nông sản khác 18%. Cũng trong 2006, 36,7% đầu ra nông nghiệp được tiêu dùng trong nước, 33,9% đầu ra nông nghiệp là đầu vào cho sản xuất các sản phẩm khác trong nước, và 22% dành cho xuất khẩu trực tiếp. Năm 2006, 33% số rau củ, 27% số hoa, 15,5% trái cây (không tính cam chanh), 9% cam chanh, 16% ngũ cốc, cotton và các loại nông sản khác được xuất
khẩu.
Sản lượng nông nghiệp Israel tăng 26% từ năm 1999 tới năm
2009, trong khi số lượng nông dân giảm từ 23.500 xuống 17.000. Nông dân cũng tạo
ra nhiều sản phẩm hơn với lượng nước giảm, giảm 12% lượng nước tiêu thụ trong
khi tăng 26% sản lượng.

## Loại hình nông nghiệp
Hầu hết ngành nông nghiệp Israel dựa trên các nguyên tắc về
hợp tác có từ đầu thế kỷ thứ 20. Hai loại hợp tác độc đáo: Kibbutz, một cộng đồng trong đó sản phẩm làm ra được sở hữu chung và thành quả lao động của cá nhân
đem lại lợi ích cho mọi người; Moshav, một dạng làng nông nghiệp trong đó mỗi
gia đình sở hữu riêng đất đai trong khi việc mua bán và tiếp thị được thực hiện
chung trong sự hợp tác. Cả hai loại hình cộng đồng đều nhằm giúp hiện thực hóa giấc mơ của những người tiên phong muốn có những cộng đồng công bằng, hợp tác và
tương trợ lẫn nhau nhưng cũng đồng thời tạo ra lợi thế về năng suất. Ngày nay,
76% nông sản quốc gia là sản phẩm từ các Kibbutz và Moshav, cũng như rất nhiều thực
phẩm đóng hộp.

## Sản phẩm nông nghiệp

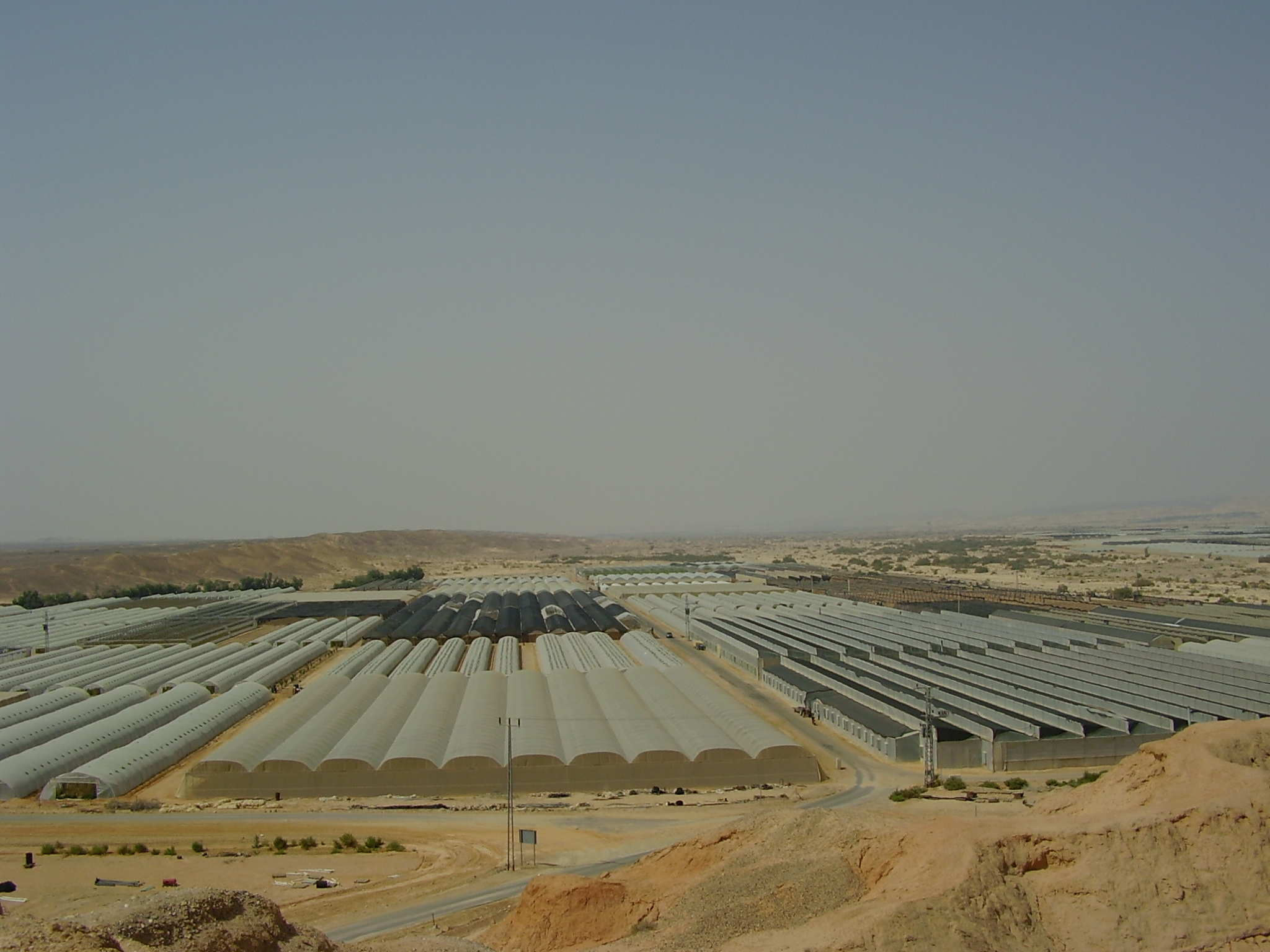
Một nhà kính giữa sa mạc ở Móshav Ein Yahav

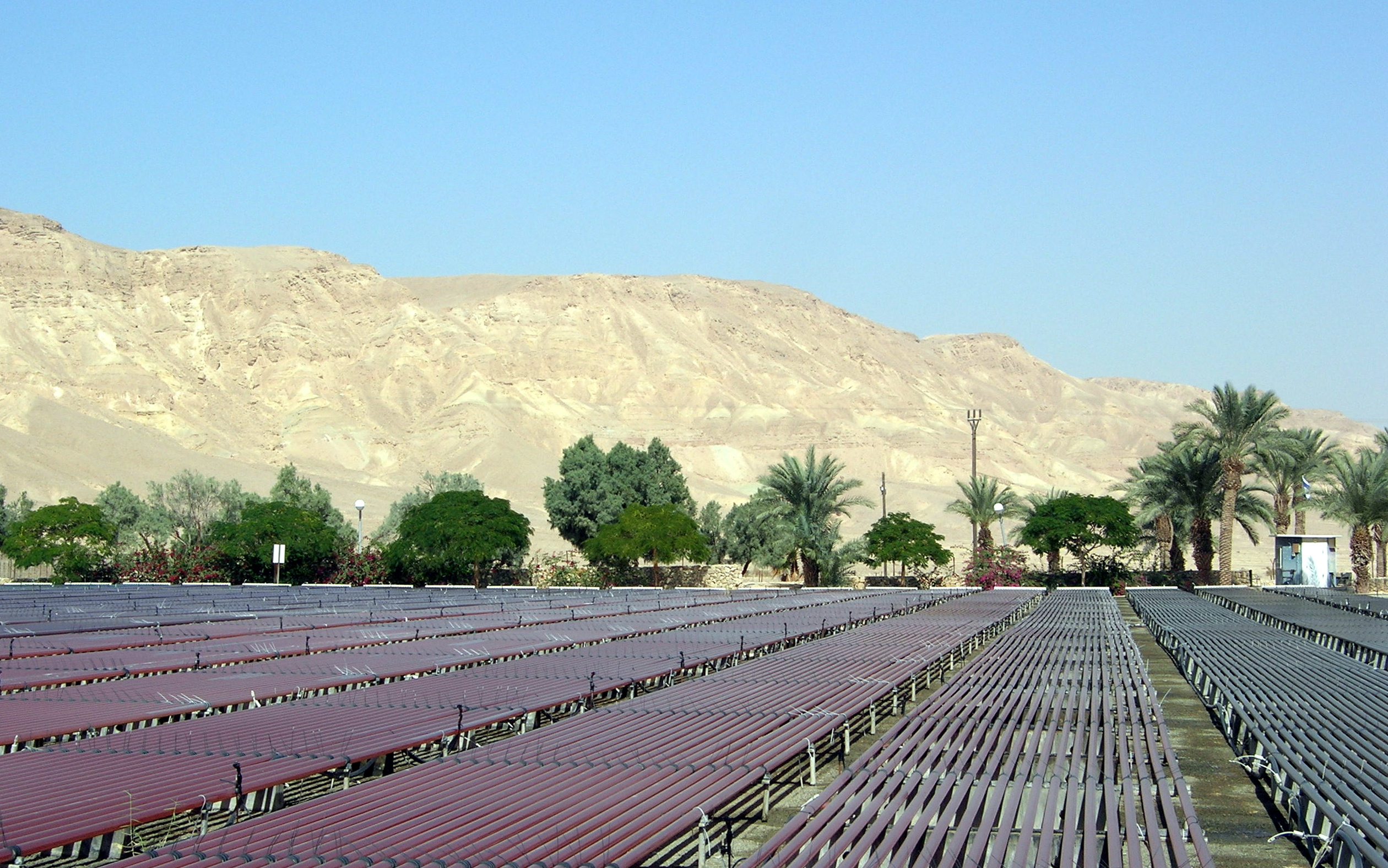
Vùng nông thôn tại khu kibbutz (hợp tác xã) Ketura trong sa mạc Negev

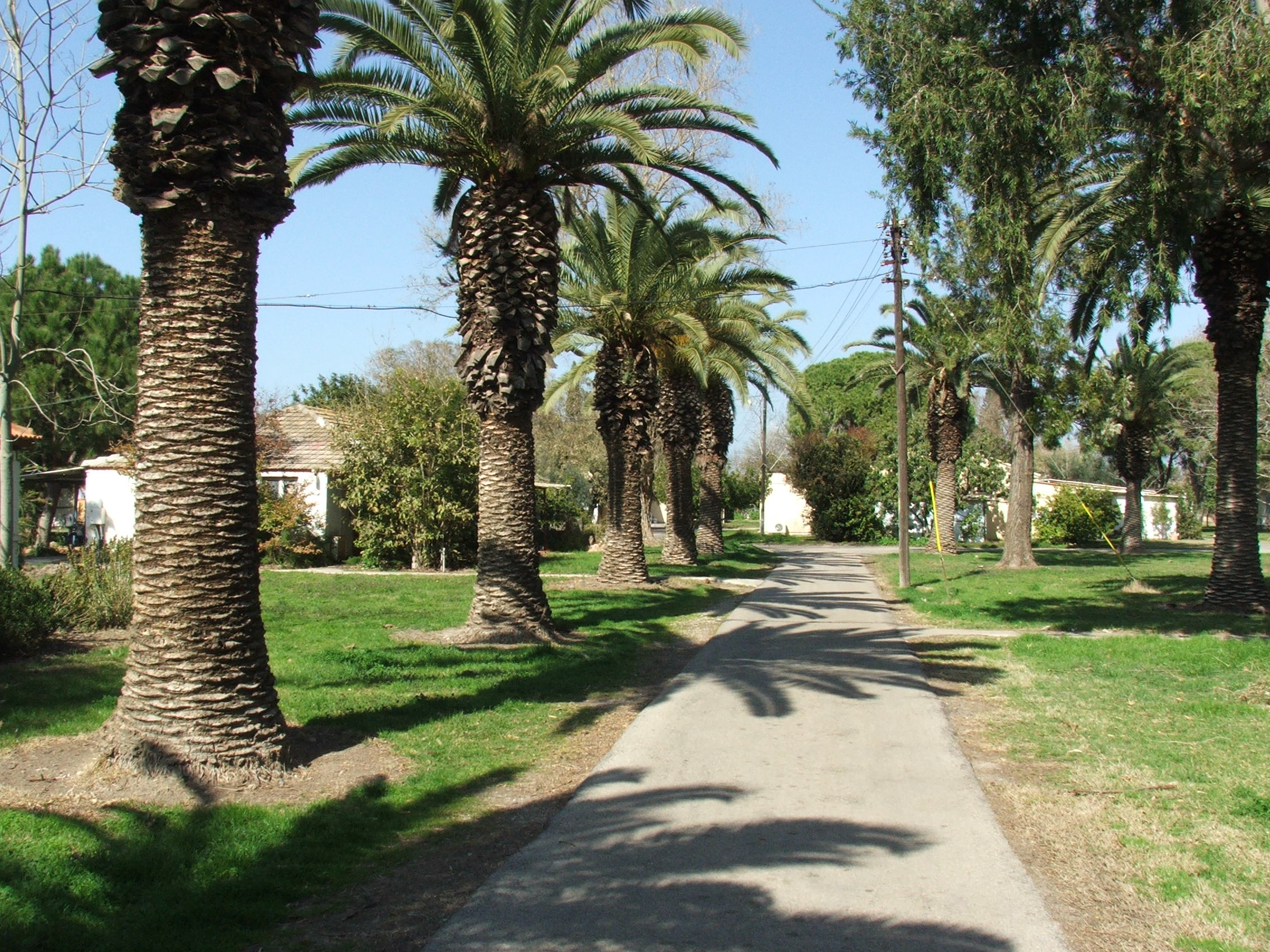
Vùng nông thôn tại Kibbutz Kfar Masaryk

Bởi vì sự đa dạng của các loại hình đất đai và khí hậu,
Israel có thể trồng nhiều loại cây khác nhau. Lúa mì, các loại cây thuộc chi
lúa miến và bắp được trồng ở 215,000 hecta, trong đó 156,000 hecta chỉ trồng
vào mùa đông.
Trái cây và rau củ bao gồm các loại cam chanh, bơ, kiwi, ổi,
xoài, nho. Chúng được trồng ở đồng bằng ven biển Địa Trung Hải. Cà chua, dưa
leo, tiêu và bí được trồng phổ biến ở mọi miền đất nước; dưa gang được trồng trong mùa đông ở các thung lũng. Các vùng cận nhiệt đới của đất nước trồng chuối và chà là, vùng đồi núi phía bắc trồng táo, lê, chery. Ngoài ra, các vườn nho được trồng khắp đất nước, ngành chế biến rượu của Israel đang cạnh tranh mạnh với
thế giới.
Năm 1997, 107 triệu USD giá trị của sợi bông vải được trồng ở
Israel, hầu hết bông vải đều được đặt hàng từ trước khi trồng. Bông vài được trồng
trên 28.560 hecta đất, tất cả đều được canh tác bằng lối tưới nước nhỏ giọt.
Năng suất bông vải trung bình đối với giống Acala là 5,5 tấn một hecta, giống
Pima là 5 tấn một hecta. Đây là năng suất bông vải cao nhất thế giới.

### Chăn nuôi
Bò sữa của Israel cho lượng sữa trung bình hàng năm cao nhất
thế giới, 10.208 kg (khoảng 10.000 lít) trong năm 2009 (theo số liệu thống kê của
cục thống kê Israel xuất bản năm 2011) vượt qua bò sữa Mỹ (9,331 kg mỗi con),
Nhật (7.497), châu Âu (6.139) và Úc (5.601).
1.304 triệu lít sữa đã được sản xuất bởi các đàn bò của Israel
trong năm 2010.
Hầu hết sản lượng sữa của Israel đều xuất phát từ các trang
trại nuôi giống bò Israel-Holsteins, một giống cho sản lượng cao và có sức đề
kháng tốt. Ngoài ra Israel còn xuất khẩu sữa cừu.

### Nuôi trồng và đánh bắt thủy hải sản
Biển Địa Trung Hải là một nguồn cung cấp cá nước mặn;  đánh bắt cá nước ngọt được tiến hành ở hồ Kinneret (biển hồ Galilee). Công nghệ tiên tiến được sử dụng để nuôi cá tại các
hồ nhân tạo trong sa mạc Negev. Các nhà khoa học ở trung tâm Bengis chuyên về
nuôi trồng thủy hải sản trong sa mạc tại đại học Ben-gurion ở Negev khám  phá ra rằng nguồn nước lợ tại sa mạc có thể được dùng trong trồng trọt, nuôi trồng thủy sản và kết hợp cả hai. Điều này dẫn đến việc nuôi cá, tôm và các động vật giáp xác ở Negev.
Đánh bắt cá trên biển phía đông Địa Trung Hải đã sụt giảm mạnh
vì nguồn cá đã cạn kiệt. Nguồn cung cấp cá nước ngọt phụ thuộc gần như hoàn
toàn vào nuôi trồng. Cá từ biển hồ Galilee bao gồm cá mè trắng Hoa Nam, cá trắm
cỏ, cá đối đầu dẹt, cá rô phi, ambloplites rupestris, cá chẽm, silver perch. Cá
nuôi trong lồng đặt dưới mặt nước biển bao gồm cá tráp đầu vàng (có tên là
denis ở Israel), cá chẽm châu âu và một giống cá meager Nam Mỹ. Cá hương và cá
hồi được nuôi ở trong những hồ đặc biệt trông giống như các con kênh với nước từ
sông Dan (một nhánh thượng nguồn của sông Jordan) chảy qua các hồ này.

### Trái cây và rau củ

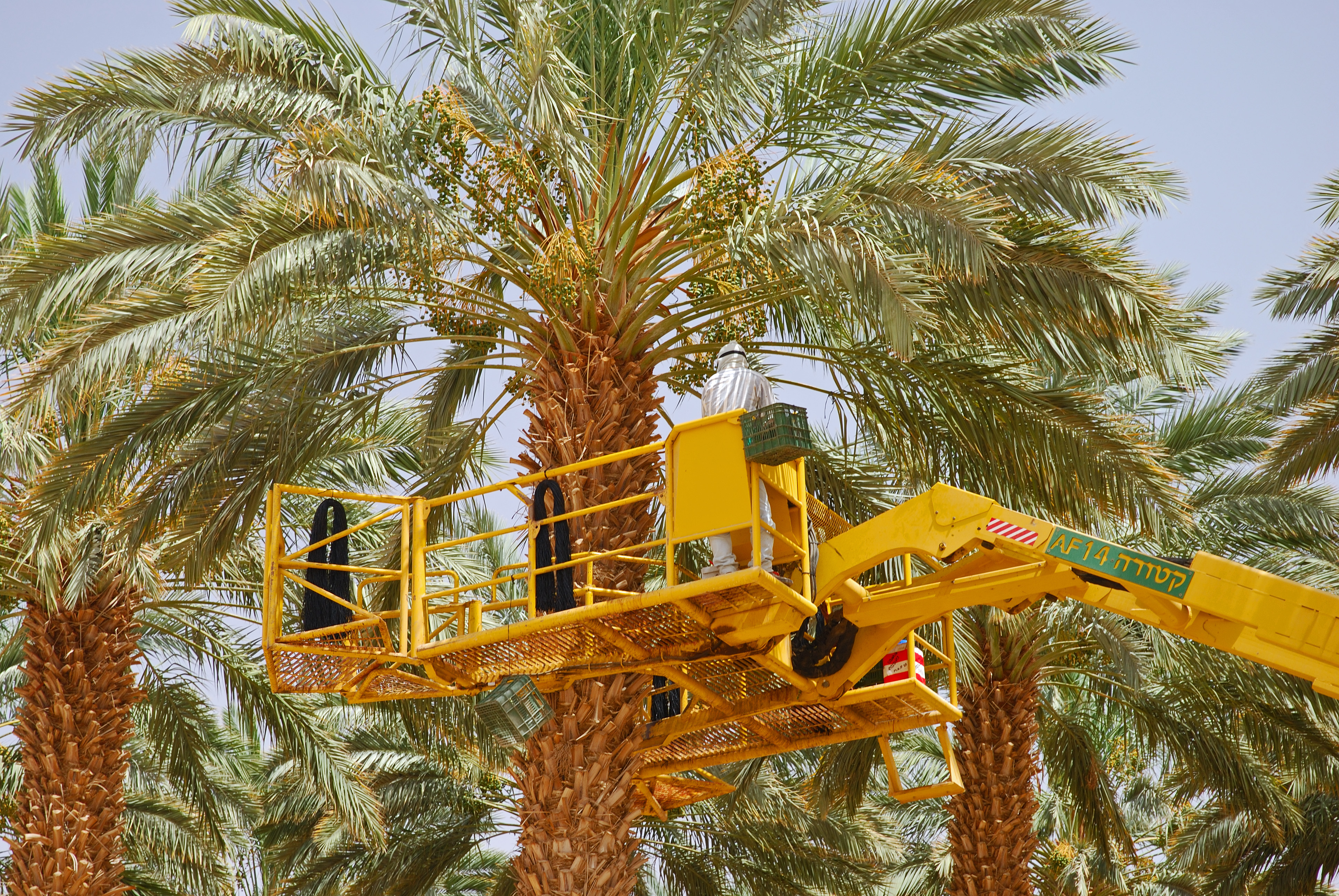
Ngày thu hoạch

Israel là một trong những nước đứng đầu thế giới về sản xuất
và xuất khẩu trái cây thuộc chi cam chanh, bao gồm cam, bưởi chùm, quýt và
pomelit – một giống lai giữa bưởi chùm và bưởi thông thường được phát triển tại
Israel.
Có hơn 40 loại trái cây khác nhau được trồng ở Israel. Ngoài
chi cam chanh ra còn có bơ, chuối, táo, cherry, trái cây thuộc phân chi mận mơ,
đào, nho, chà là, dâu tây, prickly pear, persimmon, nhót tây, lựu. Israel đứng thứ hai thế giới về xuất khẩu trái nhót tây, sau Nhật Bản.
Năm 1973, hai nhà khoa học Israel là Haim Rabinowitch và
Nachum Kedar phát triển một giống cà chua với thời gian chín lâu hơn cà chua
thông thường trong thời tiết nóng. Nghiên cứu của họ dẫn tới việc phát triển
tiên phong giống cà chua thương mại với thời gian trưng bày trên kệ lâu. Khám
phá này đã thay đổi ngành nông nghiệp Israel, thúc đẩy việc xuất khẩu giống rau
củ và tiến tới nền nông nghiệp công nghệ cao. Nó cũng có một hiệu ứng toàn cầu, tạo cơ sở cho việc sản xuất với quy mô lớn nhờ ngăn chặn việc chín thối. Trước đó, nông dân thường phải hủy bỏ 40% sản phẩm của họ.
Ngoài ra Israel còn có giống cà cua Tomaccio được phát triển
bởi Hishtil Nurseries, thông qua một chương trình lai tạo giống trong 12 năm, sử
dụng giống cà chua dại Peru để tạo một giống mới trái nhỏ ngọt. Tomaccio cho
trung bình từ 6 đến 8 kg quả một cây.

### Hoa

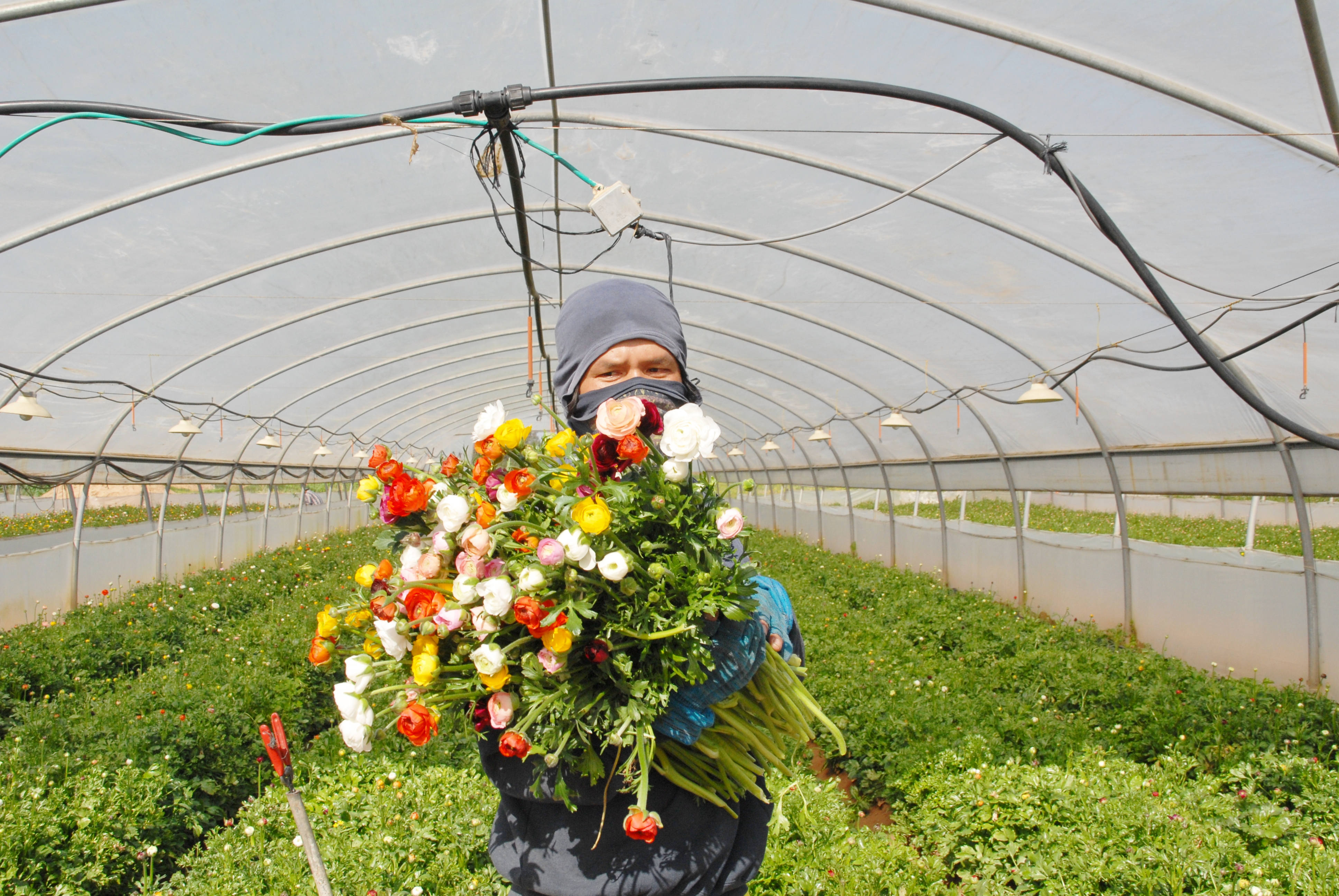
Vườn hoa ở Ísrael

Loại hoa phổ biến nhất là Chamelaucium, tiếp đến là hoa hồng
với diện tích trồng là 214 hecta. Ngoài ra còn có các loại hoa được phương Tây
ưa chuộng như là hoa huệ, tu líp. Israel là đối thủ lớn trên thị trường hoa thế
giới, nhất là cung cấp các loại hoa truyền thống châu Âu trong các tháng mùa
đông.

## Triển lãm công nghệ nông nghiệp
Triển lãm công nghệ nông nghiệp mang tên Agritech
Exhibition, được tổ chức 3 năm một lần, là một sự kiện hàng đầu về lĩnh vực
nông nghiệp, nơi trình diễn các công nghệ nông nghiệp của Israel và thế giới.
Nó thường thu hút nhiều bộ trưởng nông nghiệp, các nhà hoạch định, chuyên gia,
nông dân và người huấn luyện trong lĩnh vực nông nghiệp. Đó là cơ hội để cùng một
lúc được nhìn thấy những tiến bộ mới nhất trong nông nghiệp và công nghệ nông
nghiệp, nhất là trong lĩnh vực tưới tiêu, quản lý nguồn nước, nông nghiệp trong
điều kiện thiếu nước, trồng trọt năng suất cao trong nhà kính, các tiến bộ
trong giống cây trồng, nông nghiệp hữu cơ và định hướng sinh thái.
Trong năm 2015 Israel sẽ tổ chức Agritech Exhibition ở Tel
Aviv. Trong lần tổ chức Agritech Exhibition năm 2012 có hơn 35 ngàn khách tham
quan, 250 gian hàng triển lãm.

## Canh tác hữu cơ
Sản phẩm hữu cơ chiếm 1,5% tổng sản phẩm nông nghiệp và 13%
sản lượng xuất khẩu. Israel có 70 km2 các cánh đồng canh tác hữu cơ.

## Quản lý nhà nước về nông nghiệp
Gần như không còn tình trạng sản xuất thừa ở Israel, mỗi đơn
vị được cấp hạn ngạch nông sản và hạn ngạch nước cho mỗi vụ, điều này giúp giá
cả luôn ổn định. Hạn ngạch sản xuất áp dụng cho sữa, trứng, gia cầm và khoai
tây. Nhà nước Israel cũng thúc đẩy việc giảm chi phí nông nghiệp bằng cách khuyến khích chuyên canh và dừng việc sản xuất các loại nông sản lợi nhuận thấp. Bộ nông nghiệp quản lý các lĩnh vực nông nghiệp bao gồm việc duy trì các tiêu chuẩn
về cây trồng và sức khỏe vật nuôi, hoạch định nông nghiệp, nghiên cứu và tiếp
thị sản phẩm.